# Paranicomia
Paranicomia är ett släkte av skalbaggar. Paranicomia ingår i familjen långhorningar.
Kladogram enligt Catalogue of Life:
| Paranicomia | \| \| Paranicomia leucoma \| \| \| \| \| \| Paranicomia similis \| \| \| \| |
|             | \| \| Paranicomia leucoma \| \| \| \| \| \| Paranicomia similis \| \| \| \| |
|             | Paranicomia leucoma                                                         |
|             |                                                                             |
|             | Paranicomia similis                                                         |
|             |                                                                             |